# Songnae-dong, Dongducheon
Songnae-dong (koreanska: 송내동) är en stadsdel i staden Dongducheon i provinsen Gyeonggi i den norra delen av Sydkorea, 35 km norr om huvudstaden Seoul.